# 西鉄軍の選手一覧
1941年から1943年まで存在したプロ野球球団である西鉄軍（1941 - 1942は大洋軍）の選手一覧。

## 選手

### あ
- 浅岡三郎（1941 - 1942）
- 石井豊（1941 - 1942）
- 石原繁三（1941）
- 板垣茂保（1942）
- 植田隼美（1943）
- 上野義秋（1941）
- 鵜飼勉（1943）
- 宇野錦次（1942途中 - 1943）
- 尾崎律男（1942）
- 織辺由三（1941 - 1942）

### か
- 苅田久徳（1941 - 1942）
- 北浦三男（1943）
- 黒沢俊夫（1941 - 1943）
- 近藤貞雄（1943）

### さ
- 佐々木光雄（1942）
- 貞池広喜（1942 - 1943）
- 佐藤武夫（1941 - 1943）
- 重松通雄（1942 - 1943）
- 柴田崎雄（1943）
- 柴田多摩男（1941）
- 祖父江東一郎（1942 - 1943）

### た
- 高橋輝彦（1941）
- 富松信彦（1942 - 1943）

### な
- 長尾貞利（1941）
- 中村信一（1941 - 1943）
- 中村民雄（1942 - 1943）
- 中山正嘉（1941）
- 西岡義晴（1941 - 1942）
- 濃人渉（1941 - 1943）
- 野口明（1942 - 1943）
- 野口二郎（1941 - 1943）

### は
- 古谷倉之助（1941 - 1942）
- 本田清（1943）

### ま
- 真野常照（1943）
- 三富恒雄（1941 - 1942）
- 村瀬秀孝（1943）
- 村松長太郎（1941 - 1942）
- 森田実（1941）

### や
- 山川喜作（1941 - 1942）
- 山田秀夫（1943）

### わ
- 渡辺敬蔵（1942）

## 監督
- 苅田久徳（1941）
- 石本秀一（1942 - 1943）